# Специалист по клиническим исследованиям
Специалист по клиническим исследованиям (эта должность часто также называется «Монитор клинических исследований» или просто «Монитор») — научный сотрудник, координирующий клинические испытания лекарств, биопрепаратов или медицинского оборудования. Он должен обеспечить надлежащий контроль над исследованием в специально отобранных, оснащенных, укомплектованных специально обученным медицинским персоналом и одобренных разрешительными органами исследовательских центрах желаемых и побочных эффектов медицинских препаратов, включая как новые медикаменты, так и уже существующие на рынке. В разных компаниях эта должность может называться по-разному: контролером клинических исследований (или испытаний), администратором, научным сотрудником или координатором.

## Должностные обязанности
Основные должностные обязанности включают в себя:
- Подбор и инструктирование врачей, консультантов и испытателей, квалифицированных для проведения испытаний.
- Подготовка исследовательских лабораторий и центров — их обеспечение необходимым оборудованием и материалами.
- Контроль испытаний в ходе их выполнения, включающий регулярное посещение исследовательских центров, сбор и проверку истории болезни пациентов и решение текущих проблем.
- Если необходимо, закрытие исследовательских центров по завершении испытаний.
- Участие в подготовке технического отчета по испытаниям вместе со специалистом по статистической обработке медицинских данных.

Работа специалиста по клиническим исследованиям значительно различается в разных компаниях. В некоторых компаниях он участвует в процессе от начала до конца — от обсуждения испытаний с врачом, подавшим идею, и разработки протокола испытаний до написания заключительного отчета. В других компаниях проект испытаний разрабатывает врач-консультант, а функция специалиста состоит в сборе данных по ходу испытаний.

## Требования к соискателям

### Мировая практика
Образование соискателя должно относиться к области биологических, компьютерных наук или медицины. Образование в области биологических наук (особенно фармакологии, фармацевтики, биохимии, иммунологии, физиологии или токсикологии) или в медсестринском деле является одним из требований при приеме на работу в качестве специалиста по клиническим исследованиям. Образование в других областях также может быть приемлемо.
Кандидату без опыта работы может быть достаточно сложно поступить непосредственно на должность специалиста по клиническим исследованиям, хотя некоторые компании принимают недавних выпускников с необходимыми личными навыками. Выпускник без соответствующего профессионального опыта часто начинает свою деятельность с рядовой работы, например, координатора или ассистента специалиста по клиническим исследований. Как правило, такая деятельность связана с обработкой и координацией данных и не включает участие в разработке и проведении испытаний.
Поступление на работу без диплома или сертификата маловероятно, хотя иногда возможно поступить на административную должность. Кандидатская степень (Ph.D.) в соответствующей области дает преимущество в некоторых компаниях как при поступлении на работу, так и при переходе на более высокую должность, а также при переходе на работу, связанную с разработкой протоколов испытаний.
Помимо образования — академического или в медсестринском деле — компании требуют от соискателя отличной коммуникабельности в письменной и устной речи, умения налаживать отношения с людьми и внимательности к деталям. Математический склад ума, коммерческая жилка, навыки административной и организаторской деятельности также приветствуются. Эта работа требует высокой самоорганизованности и умения быстро впитывать информацию. Необходим серьёзный, взвешенный подход к работе; сложившиеся исследователи с соответствующим опытом работы получат преимущество. С точки зрения человеческого фактора вы должны быть общительным, уверенным в себе и дружелюбным человеком. Необходимо знать принципы надлежащей клинической практики (ICH GCP), а также местное законодательство. Очень желателен предшествующий опыт в той же области, который может включать в себя медицинскую практику, работу медицинской сестры, продажу лекарств, клиническую работу в лаборатории, работу с клиническими данными, фармацевтические исследования. Часто требуется иметь водительские права.
В связи с постоянным ужесточением правительственных требований к лицензированию новых лекарств и продлению лицензии на существующие препараты, спрос на специалистов по клиническим исследованиям возрастает.

### Россия
Российская практика сходна с мировой, однако, имеются и существенные отличия. Порядка 90 % мониторов клинических исследований имеют диплом врача-лечебника. Реже могут попадаться специалисты с высшим фармацевтическим или биологическим образованием, и крайне редко — обладатели других специальностей. На Западе такой работой практически невозможно привлечь врача из-за слишком большой разницы в оплате труда. В России же ситуация обратная: специалист по клиническим исследованиям имеет намного больший оклад, чем врач, и большое количество квалифицированных врачей бросают медицинскую практику исключительно ради высокооплачиваемой должности в контрактной исследовательской организации. Среди руководителей компаний бытует мнение, что если монитором работает медик, а не медсестра и не фармацевт, это обеспечит лучшее качество исследования. Именно поэтому руководители многих отечественных контрактных исследовательских организаций заявляют в качестве своего конкурентного преимущества «100 % квалифицированных врачей в штате» и стараются не брать на работу фармацевтов, биологов и других специалистов.

### Украина
На Украине около 30-40 % мониторов клинических исследований имеют лингвистическое или биологическое образование.60-70 % — это врачи со знанием английского языка и получившие специализированное образование в области клинических исследований. Так как украинское законодательство постоянно меняется и адаптируется к Европейским нормам, поэтому многие представительства контрактных организаций на Украине проводят постоянное повышение квалификации своих сотрудников, занимающихся клиническими исследованиями, (клинические исследования) что зачастую подтверждается GCP сертификатом.

## Карьерный рост
Карьерная лестница варьируется в разных компаниях и не всегда четко выражена. Тем не менее, в большинстве компаний есть должности управляющих (администраторов) клинических испытаний, на которые могут претендовать опытные специалисты по клиническим исследованиям. В некоторых компаниях для высших должностей требуется кандидатская степень (Ph.D.). Для таких должностей, как врач-консультант или врач-руководитель, как правило, требуется ученая степень в области медицины.
Приблизительная карьерная лестница выглядит так (в некоторых компаниях может не быть каких-то из указанных ступеней):
- Ассистент монитора/координатор клинических исследований (CTA, CTC)
- Младший монитор клинических исследований (Junior CRA)
- Монитор клинических исследований (CRA). Может быть дополнительная классификация в зависимости от опыта: CRA1, CRA2.
- Старший/руководящий монитор (Senior/Lead CRA), Clinical Trial Leader (CTL)
- Менеджер проекта

Нередко разница между этими должностями есть только в размере заработной плате. По сути, сам процесс работы с движением по карьерной лестнице не изменяется.